# Ivrée, cité industrielle du XXe siècle
Ivrée, cité industrielle du XXe siècle, est un site italien inscrit au patrimoine mondial par l'UNESCO depuis 2018.
La ville d'Ivrée, dans le Piémont, s'est développée industriellement autour de la société Olivetti, fabricant de machines à écrire, calculateurs et ordinateurs. La zone inscrite comprend en particulier le complexe Olivetti (it) : usine, bâtiments administratifs et édifices dédiés au logement et aux services sociaux, parmi lesquels se trouve l'Unità residenziale Ovest. Les édifices ont été principalement construits entre les années 1930 et 1960, dans le cadre du Movimento Comunità.

## Processus d'inscription
L'Italie dépose la proposition d'inscription sur sa liste indicative en 2012, sous les critères (ii), (iv) et (vi). Elle est examinée par le Comité du patrimoine mondial en 2018 : l'ICOMOS recommande de reporter l'inscription, afin de permettre à l'Italie de réviser la délimitation du bien et de préciser les protections envisagées. Le Comité décide néanmoins de l'inscription, sous le seul critère (iv), à charge pour l'Italie de répondre aux questions soulevées et confirme en 2019 la valeur universelle exceptionnelle du bien. Les limites géographiques en sont légèrement modifiées en 2021.